# Милентал
Милентал (њем. Mühlental) општина је у њемачкој савезној држави Саксонија. Једно је од 45 општинских средишта округа Фогтланд. Према процјени из 2010. у општини је живјело 1.609 становника. Посједује регионалну шифру (AGS) 14523230.

## Географски и демографски подаци
Милентал се налази у савезној држави Саксонија у округу Фогтланд. Општина се налази на надморској висини од 500 метара. Површина општине износи 39,6 km². У самом мјесту је, према процјени из 2010. године, живјело 1.609 становника. Просјечна густина становништва износи 41 становника/km².

## Међународна сарадња
| Мјесто  | Држава | Врста сарадње | Од    |
| ------- | ------ | ------------- | ----- |
| Хранице | Чешка  | контакт       | 1995. |
| Извор   |        |               |       |